# Traitement taxinomique
Le traitement taxinomique est la section d'une publication scientifique documentant les caractéristiques d'un groupe apparenté d'organismes ou de taxons.

## Description
La description d'un nouvel organisme nécessite le traitement de plusieurs caractéristiques. Le traitement taxinomique est, dans un publication scientifique, la section dédiée à la description des différentes caractéristiques d'un taxon. Les traitements ont été les éléments constitutifs de la façon dont les données sur les taxons sont fournies, depuis le début de la taxinomie moderne par Carl von Linné en 1753 pour les plantes, et 1758 pour les animaux.

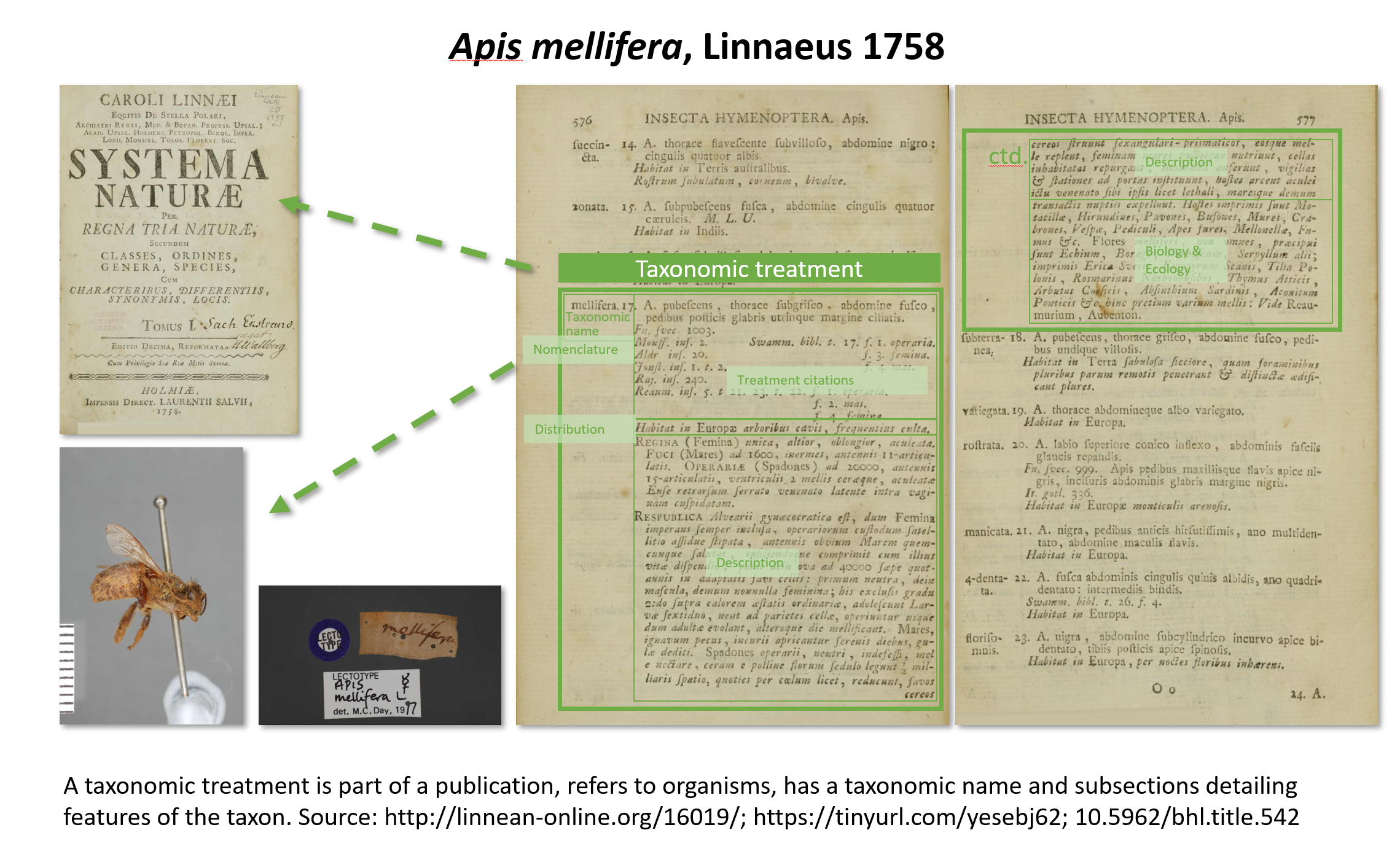
Traitement taxinomique d'Apis mellifera Linnaeus, 1758.

Chaque taxon scientifiquement décrit a au moins un traitement taxinomique. Dans l'édition du XXIe siècle, une étiquette de traitement taxinomique est utilisée pour délimiter une telle section. Elle permet de rendre cette section de données FAIR (faciles à trouver, accessibles, interopérables et réutilisables). Ceci est mis en œuvre dans le référentiel de littérature sur la biodiversité, où, lors du dépôt du traitement, un identifiant d'objet numérique (digital objet identifier, ou DOI) persistant DataCite est créé. Cela inclut les métadonnées sur le traitement, la publication source et d'autres ressources citées, telles que les chiffres cités dans le traitement. Ce DOI permet d'établir un lien entre l'utilisation d'un nom taxinomique et les preuves scientifiques respectives fournies par le ou les auteurs, à la fois pour la consommation humaine et la machine.
Les traitements taxinomiques sont considérés comme des données et le droit d'auteur n'est donc pas applicable. Ces derniers peuvent donc être librement mis à disposition, même à partir de publications en accès fermé.
Un traitement taxinomique débute en général par une partie spécifiant le nom du taxon décrit avec son spécimen-type tout en respectant la nomenclature en vigueur. Cette partie peut comprendre les synonymes et basionymes et la dénomination des spécimens-type de ces anciens taxons. Elle est suivie d'une description précise du nouveau taxon avec ses caractéristiques bien définies. Celles-ci peuvent inclure les données de le niche écologique. Le traitement taxinomique permet de caractériser plus efficacement un grand nombre de taxons comme exemple dans le cas du genre Sphagnum.

## Étymologie
Le terme « traitement taxinomique » a été inventé parce que le terme « description » a deux sens dans les descriptions d'espèces ou descriptions taxinomiques. Le premier est équivalent au traitement, le second à la sous-section dans le traitement décrivant le taxon, complétant la diagnose, le matériel examiné, l'aire de répartition, la conservation et d'autres sous-sections.

## Histoire
Ce terme a été introduit aux États-Unis au cours d'un projet national de bibliothèque numérique de la Fondation nationale pour la science (NSF), et a été développé plus avant dans Taxpub, une version du JATS spécifique à la taxinomie, mise au point par Plazi, le National Center for Biotechnology Information et Pensoft Publishers. Ceci a été prototypé par la revue taxinomique ZooKeys, qui a adopté Taxpub à partir de son volume 50, suivi de PhytoKeys. Taxpub est désormais utilisé par des revues publiées par Pensoft Publishers, l'European Journal of Taxonomy, le Consortium of European Taxonomic Facilities (CETAF), et le Muséum national d'histoire naturelle qui précise que « le traitement taxonomique est
ainsi rendu accessible directement ». Le service TreatmentBank fourni par Plazi pour convertir les publications taxinomiques en données FAIR donne accès à plus de 500 000 traitements taxinomiques, dont plus de 7 700 traitements pour les nouvelles espèces décrites en 2020. In fine, ces derniers deviendront accessibles dans le Biodiversity Literature Repository après avoir passé l'étape de contrôle qualité afin d'éviter les artefacts dus à la conversion complexe de publications non structurées, principalement basées sur PDF.